# Stochelo Rosenberg

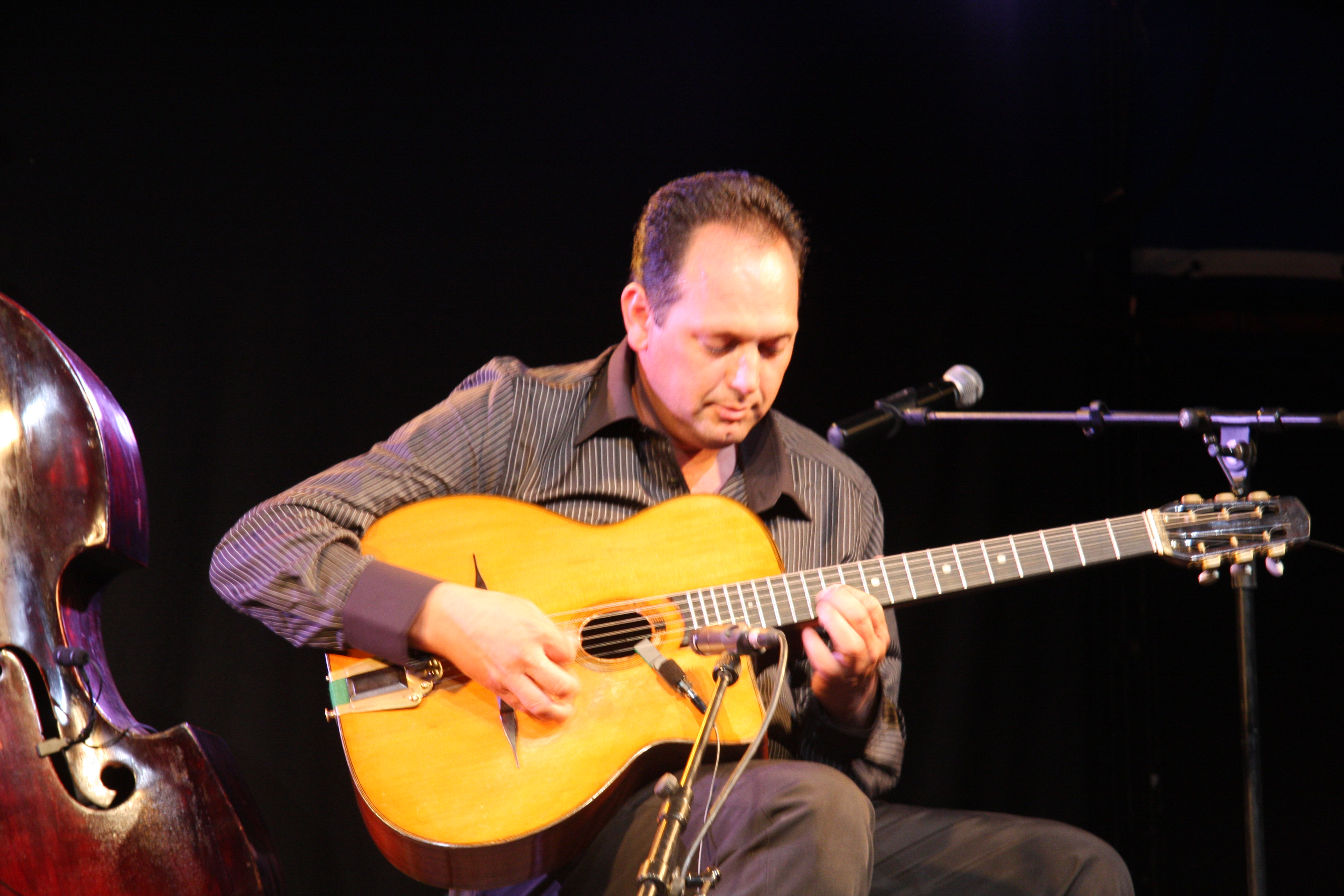
Stochelo Rosenberg (2009)

Isaak Stochelo Rosenberg (* 19. Februar 1968 in Helmond, Niederlande) ist ein niederländischer Sinto und Jazz-Gitarrist, der das Rosenberg Trio leitete, aber auch solistisch auftritt.

## Leben und Wirken
Stochelo Rosenberg wuchs in einer Familie mit einer reichen musikalischen Tradition auf. Sein Großvater Latcheben Grünholz spielte in der Band Les Piottos, sein Vater spielt Gitarre und seine Mutter ist Sängerin. Erst im Alter von 10 Jahren begann er Gitarre zu lernen. Er erhielt Unterricht von seinem Vater und seinem Onkel Wasso Grünholz, aber am liebsten hörte er sich zum Lernen Platten seines Idols Django Reinhardt an. Bald spielte er mit seinem Vetter Nous'che Rosenberg und dessen Bruder Nonnie Rosenberg in den Gottesdiensten. Die Aufnahmen einer Session für Omroep Brabant gelangten in die AVRO-Jugendsendung Stuif Es In. Mit zwölf Jahren wurde er daraufhin mit seinen musikalischen Begleitern Nous'che Rosenberg und Rino van Hooijdonk in die Sendung eingeladen und gewann den ersten Preis. Mehrere Plattenfirmen zeigen Interesse, aber seine Eltern wollten nicht, dass ihr Sohn schon eine Karriere startete.
Nach Beendigung der Schule spielte Rosenberg ab 1981 mit seinen Cousins in Kirchen und auf Sinti-Stellplätzen in mehreren europäischen Ländern. Am 17. Juni 1989 reiste Stochelo Rosenberg mit Cousin Nous'che zum Django Reinhardt Jazz Festival in Samois-sur-Seine, wo sie unangekündigt als Duo auftraten. Im Herbst 1989 entsteht Seresta, das Debütalbum des Rosenberg-Trios, dem außer ihm Nous'che Rosenberg (Rhythmusgitarre) und dessen Bruder Nonnie Rosenberg (Kontrabass) angehören. Dessen zweites Album Gipsy Summer wurde mit einem Edison ausgezeichnet. Am 12. Juli 1992 tritt das Trio auf dem North Sea Jazz Festival in Den Haag auf. Auf der Bühne erhielt Stochelo von der britischen Musikzeitschrift Guitarist eine Auszeichnung in Form einer Halskette mit einer goldenen Gitarre für seine Verdienste um die akustische Gitarre. Anfang 1993 tritt das Rosenberg Trio in der Carnegie Hall in New York auf, um den 85. Geburtstag von Stéphane Grappelli zu feiern.
1999 erhielt das Rosenberg Trio für sein Album Noches Calientes einen weiteren Edison. Gemeinsam mit Herman van Veen trat das Trio in den Niederlanden, Luxemburg, Deutschland, Belgien, Frankreich und China auf. Rosenberg veröffentlichte weitere Alben mit dem von ihm geleiteten Rosenberg Trio, das mit Musikern wie Toots Thielemans, Jan Akkerman, Jaap van Zweden oder Louis van Dijk aufgetreten ist und auch als Vorgruppe für Shirley Bassey, Randy Crawford und Luciano Pavarotti fungierte. Seit dem Jahr 2000 kam es zur Zusammenarbeit mit anderen bekannten Gitarristen aus der Gipsyswing-Szene wie Dorado Schmitt, Romane, Angelo Debarre, Biréli Lagrène, später auch mit Joscho Stephan sowie David und Danino Weiss.

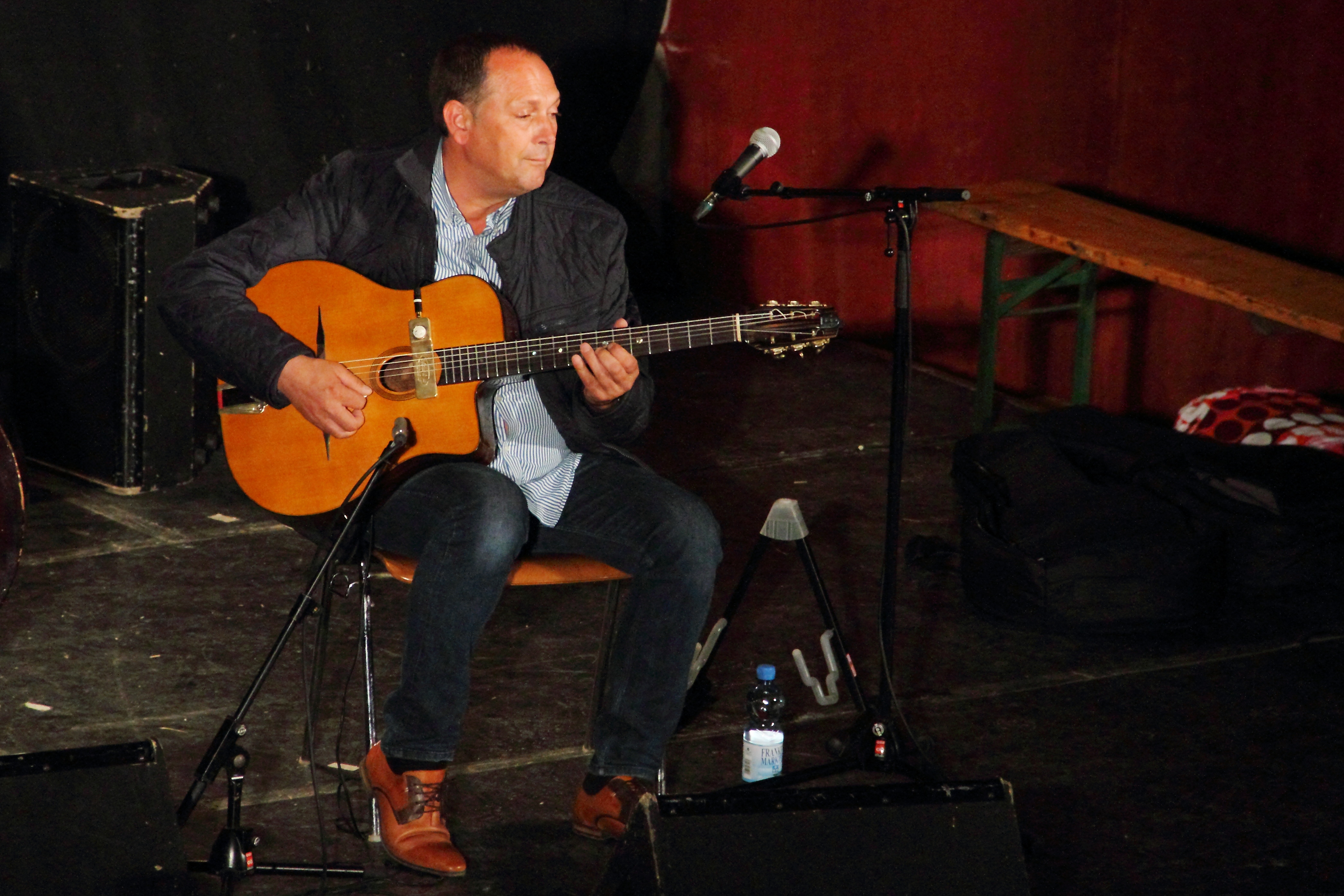
Stochelo Rosenberg (INNtöne 2016)

## Diskographie (Auswahl)
mit dem Rosenberg Trio
- Seresta (1989)
- Gipsy Summer (1991)
- Live at the North Sea Jazz Festival (1993)
- Caravan (1995)
- Gipsy Swing (1996)
- Noches Calientes (1998)
- Rosenberg Trio & Herman van Veen: Deine Küsse sind süsser (1999)
- Sueños Gitanos (2001)
- Live in Samois (2003)
- Roots (2007)
- Tribute to Stéphane Grappelli (2008, mit Tim Kliphuis)
- Djangologists (2010, mit Birelli Lagrene)
- Familia (2015, mit Johnny und Mozes Rosenberg)
- Interprète les Œuvres de Django Reinhardt (2017)

in anderen Konstellationen
- Romane & Stochelo Rosenberg: Élégance (2000)
- Romane & Stochelo Rosenberg: Double Jeu (2004)
- Ready ´n Able (mit Mozes Rosenberg und Sani van Mullem, 2005)
- Romane & Stochelo Rosenberg: Gypsy Guitar Masters Vol.11 (2017, rec. 2005)
- Peter Beets & Stochelo Rosenberg, Martin Limberger, Frans van Geest: Django Tribute (2019)
- Stochelo Rosenberg & Jermaine Landsberger: Gypsy Today (2020)